# Scilla (botânica)
- Commons
- Wikispecies

Cila (Scilla L.) é um gênero da família hyacinthaceae.

## Sinonímia
| - Chionodoxa Boiss. - Chouardia Speta - Fessia Speta - Nectaroscilla Parl. | - Othocallis Salisb. - Pfosseria Speta - Schnarfia Speta - Zagrosia Speta |

## Espécies
| - Scilla amoena - Scilla autumnalis - Scilla bifolia - Scilla bithynica - Scilla cilicica - Scilla hohenackeri - Scilla liliohyacinthus - Scilla litardierei - Scilla messeniaca - Scilla mischtschenkoana - Scilla monophyllos | - Scilla natalensis - Scilla persica - Scilla peruviana - Scilla puschkinioides - Scilla rosenii - Scilla scilloides - Scilla siberica - Scilla siehei - Scilla verna - Scilla vicentina |

- Lista completa

## Classificação do gênero
| Sistema | Classificação                     | Referência               |
| ------- | --------------------------------- | ------------------------ |
| Linné   | Classe Hexandria, ordem Monogynia | Species plantarum (1753) |